# Kodihalli, Malur
Kodihalli là một làng thuộc tehsil Malur, huyện Kolar, bang Karnataka, Ấn Độ.